# Ommatospila descriptalis
Ommatospila descriptalis là một loài bướm đêm trong họ Crambidae.